# Glenea novemguttata
Glenea novemguttata é uma espécie de escaravelho da família Cerambycidae. Foi descrita por Félix Édouard Guérin-Méneville em 1831, originalmente sobe o género Sphenura.  É conhecida a sua existência na Malásia, Java e Sumatra.